# R-14中程弹道导弹
R-14“丘索瓦亚”（俄语：Р-14 Чусовая，丘索瓦亚是俄国一条河的名字；工程代号：8K65）苏联在冷战时期研制的一种中程弹道导弹。这种导弹的北约代号为SS-5“短剑”（Skean）。该导弹的任务是进行核打击。

## 简介
R-14的研制工作始于1958年，总设计师是苏联著名的航天专家米哈伊尔·库兹米奇·杨格尔。该导弹有两种型号：R-14和R-14U，其差别仅在于射程。R-14在1961年开始实际部署，U型则部署于1964年。
R-14在克拉斯诺亚尔斯克的生产线编号为1001。
R-14的两种型号一直在苏联军队中服役到1980年代末。根据苏美两国在1987年签署的中导条约，最后一批R-14导弹在1989年销毁。
R-14是宇宙-3运载火箭的基础，该火箭是苏联／俄罗斯最重要的太空运载工具之一。

## R-14的一些参数
以下数据皆为估计值：
- 弹体长度：24.3~24.4米
- 弹体直径：2.4米~2.5米
- 起飞质量：86~87吨
- 推进方式：单级液体
- 战斗部：1枚核弹头，当量约100万吨TNT；弹头重3吨
- 射程
  - R-14型：3200~3700千米
  - R-14U型：4500千米
- CEP：1.25~2千米
- 发射方式：地面发射；U型有一部分使用地下井发射

## 资料来源
- 《航天知识百科》，ISBN 7-105-03515-3